# Чёрная Тиса
Чёрная Ти́са (укр. Чо́рна Ти́са) — река в Закарпатской области Украины, правая составляющая Тисы (бассейн Дуная). Длина 50 км, площадь водосборного бассейна 567 км². Уклон — 19 м/км.
Долина V-образная, шириной 20—600 м. Пойма выражена лишь на отдельных участках, шириной 20—200 м. Русло слабоизвилистое, каменистое, шириной 10—25 м, со множеством порогов.
Используется для водоснабжения, водного (сплавного) туризма и отдыха.
Берёт начало из родников на высоте 1400 м, на северо-восточных склонах горы Татарука. Сливаясь с Белой Тисой, образует Тису. Протекает по территории Раховского района Закарпатской области.

## Галерея

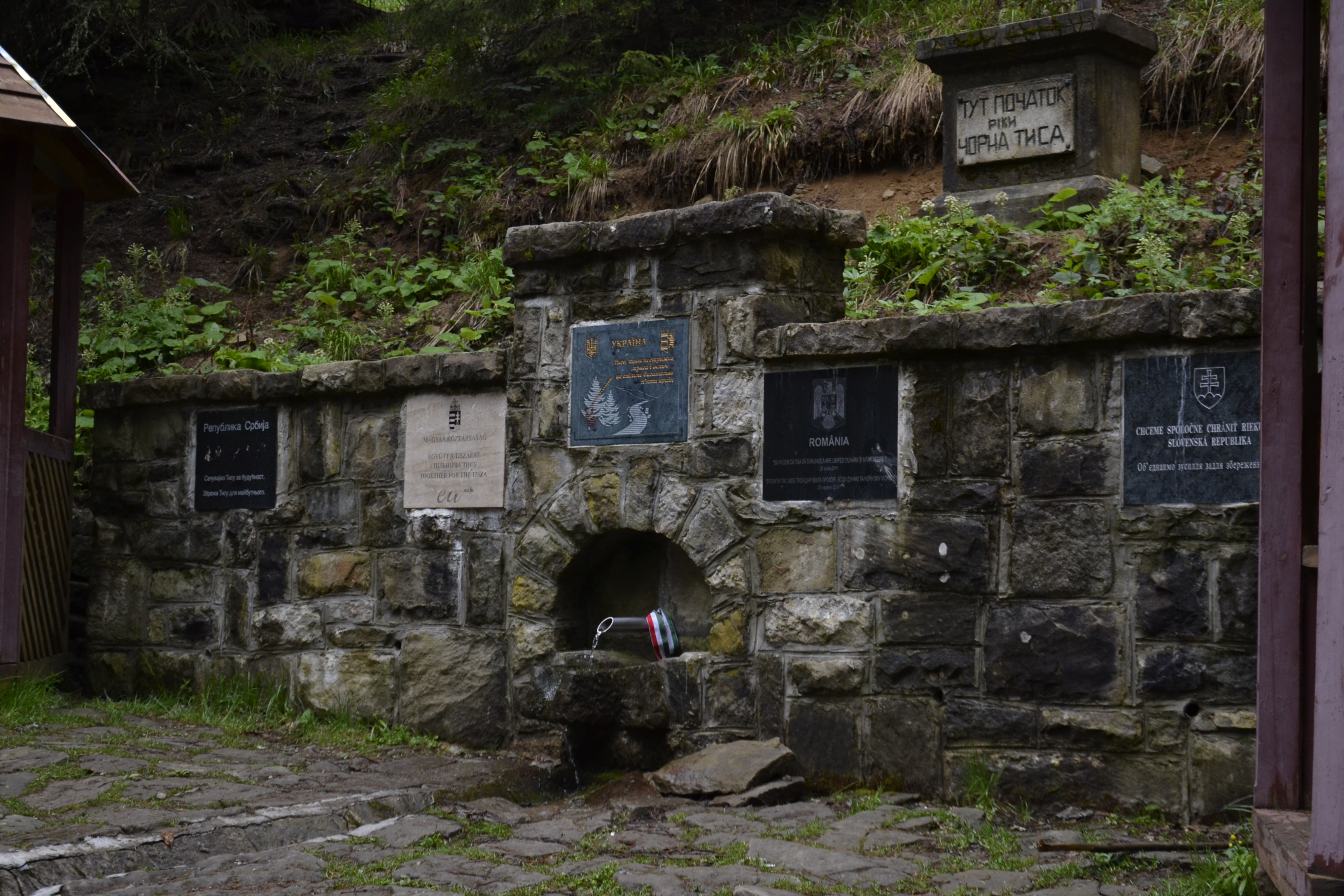
Исток Чёрной Тисы
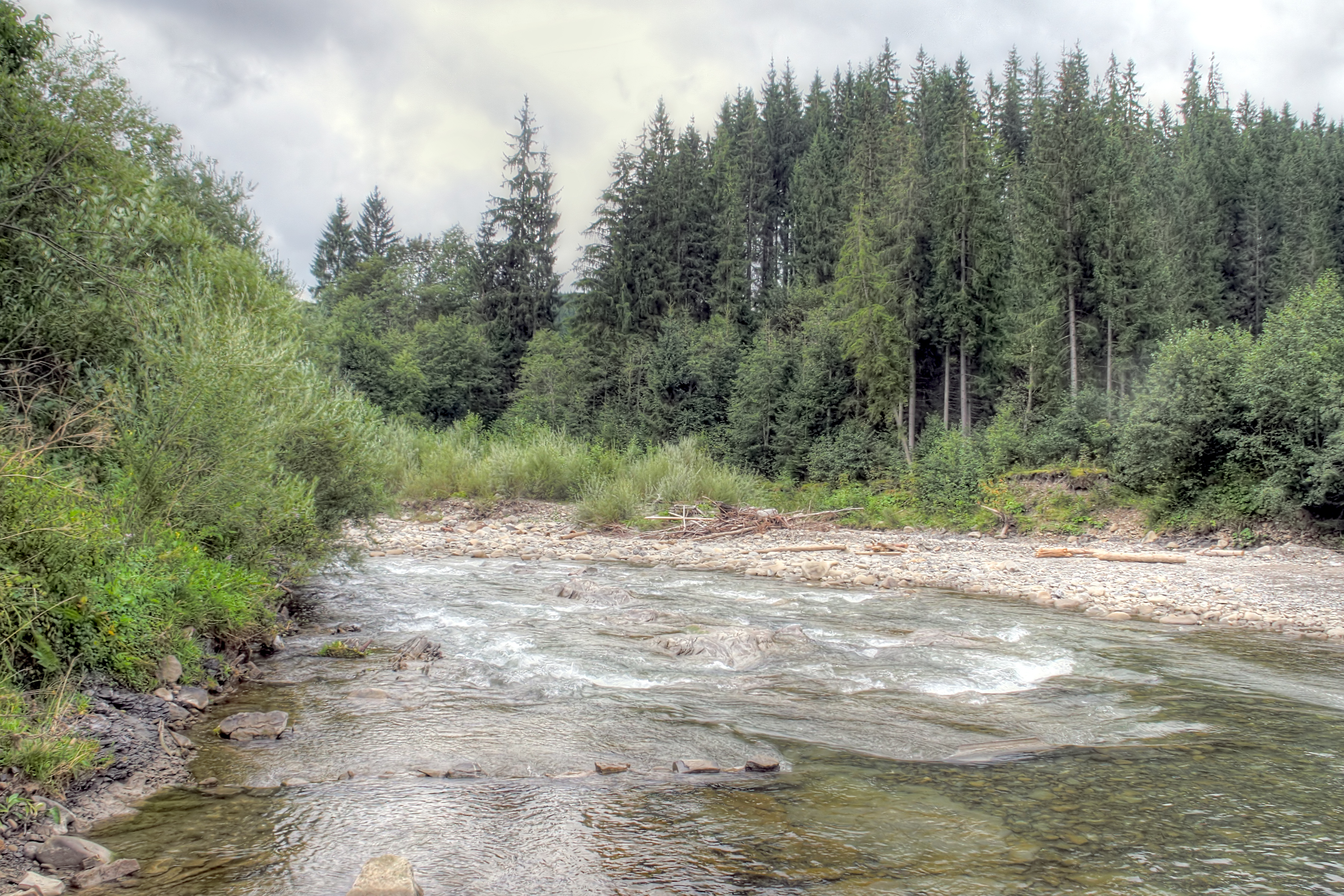
Река у одноимённого села
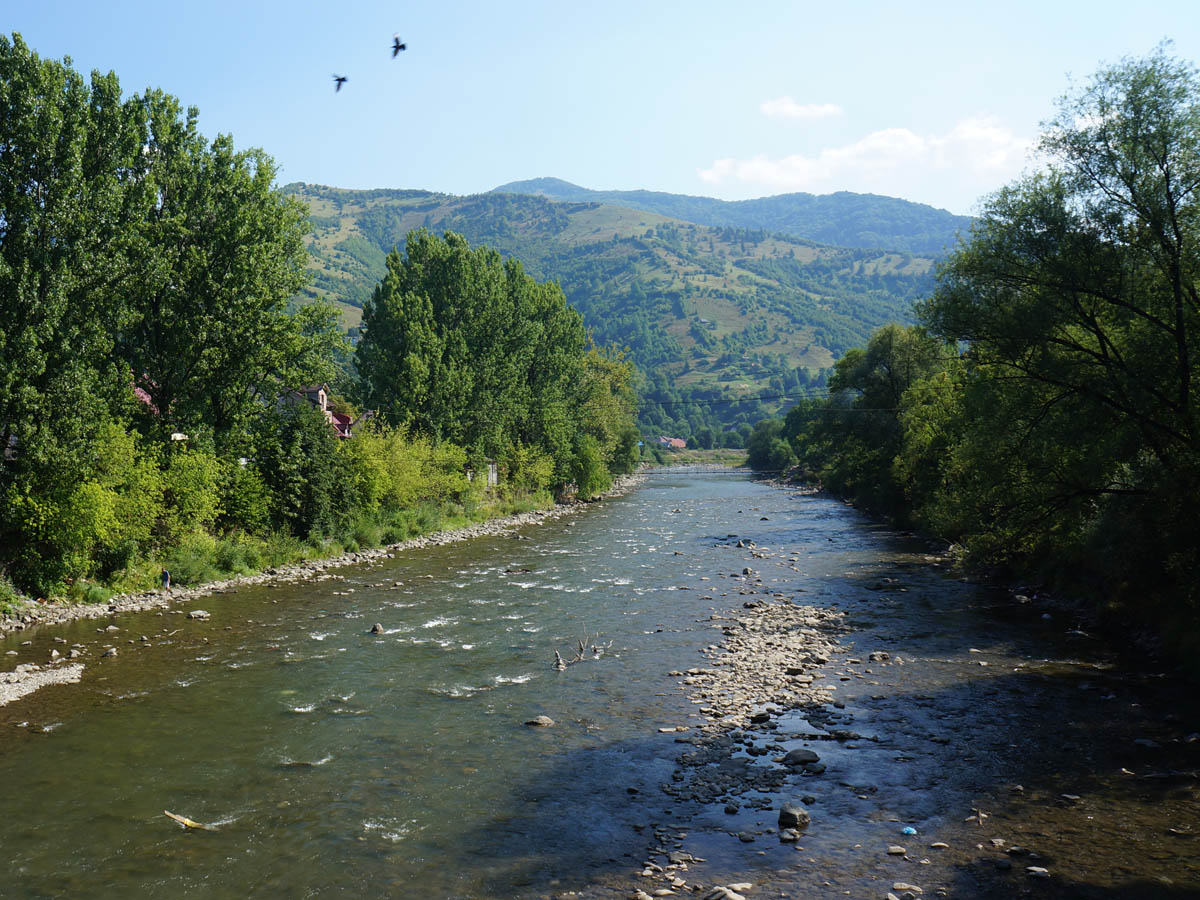
Река у города Рахова
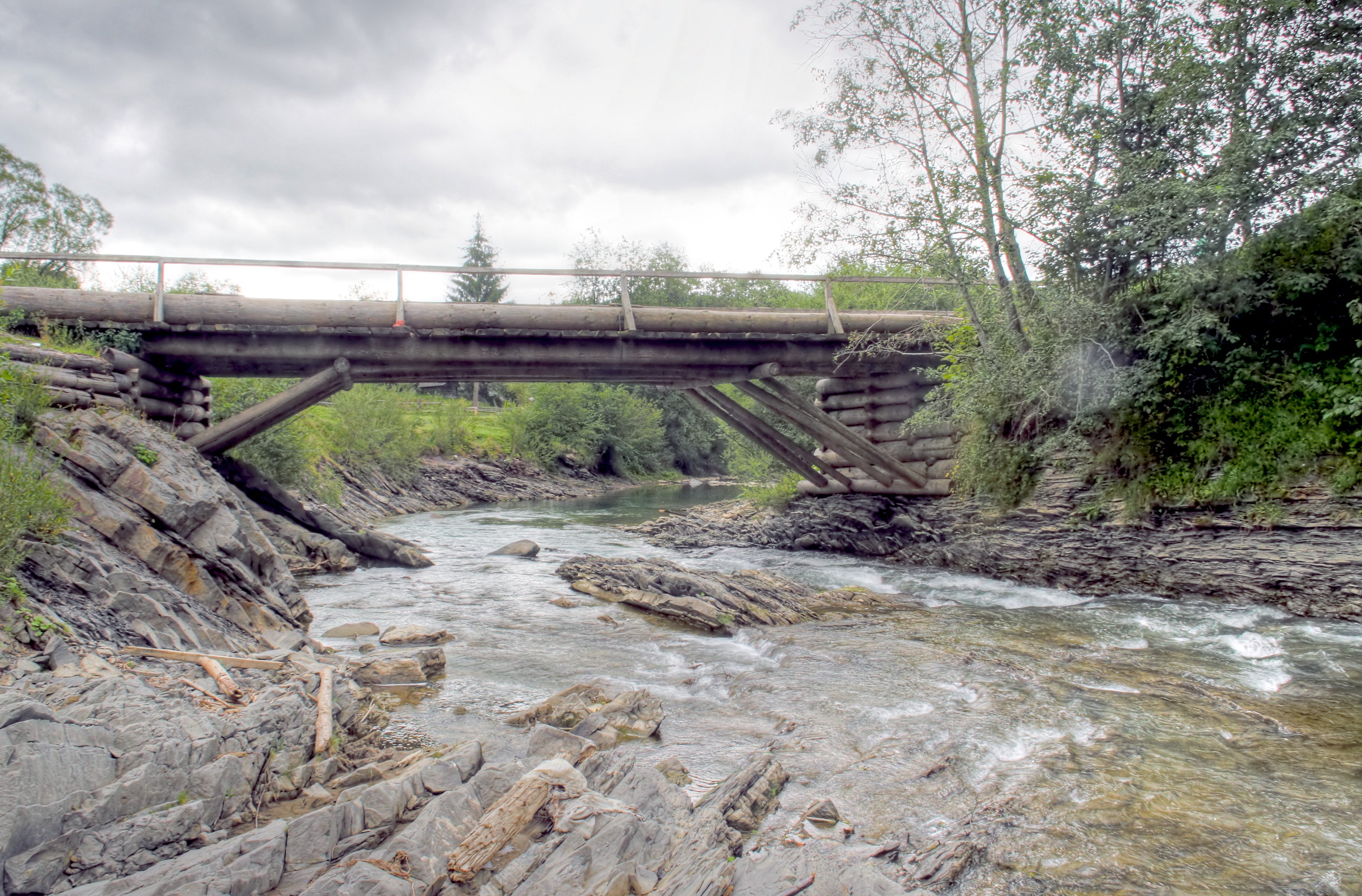
Один из мостов